# 仁欽桑布
仁钦桑布（藏語：རིན་ཆེན་བཟང་པོ་，威利转写：rin-chen bzang-po，藏语拼音：Rinqên Sangbo , Lochen Rinchen Sangpo，959年—1055年)，亦译作林亲桑坡、仁钦桑波、仁钦藏卜，或称宝贤译师，是藏传佛教後弘期重要人物。
其一生三次往返印度、西藏三次，翻译、校订显教经典17部、论33部、密教经典108部。收錄於藏文大藏經甘珠爾與丹珠爾之中。人们将他之后编译的密乘称为“新密”，而此前的称为“旧密”。
後弘期分上下二路，北路是仁欽桑布在古格翻譯很多經論，史稱上路弘傳。仁欽桑布回到古格後，在意西沃的支持下，在公元996年創建托林寺。他一直駐錫在該寺，成為古格王朝的譯經中心。

## 考古發現
2003年，藏區發現一疑似仁钦桑布之遺體，但與現存史料不合。